# Sepang (Longkib)
Sepang is een bestuurslaag in het regentschap Subulussalam van de provincie Atjeh, Indonesië. Sepang telt 400 inwoners (volkstelling 2010).